# Stadio Giovanni Giammaria
Lo stadio Giovanni Giammaria, conosciuto anche come campo sportivo comunale "Giovanni Giammaria", è il principale impianto sportivo di Acquaviva delle Fonti, nella città metropolitana di Bari.

## Storia
Dal 1910 al 1957, prima della costruzione di tale impianto, gli incontri di calcio dell'allora squadra calcistica acquavivese erano disputati in un campo in quel tempo collocato in piazza Giuseppe Garibaldi.
Lo stadio venne costruito nel 1957 e ha subito restauri tra il 2000 e il 2003, nell'estate 2019, durante la quale il campo è stato rivestito in erba sintetica, andando a sostituire la vecchia superficie in terra battuta che danneggiava l'attrezzatura, che in giornate ventose o piovose poteva rendere il campo impraticabile e che inoltre non rispettava le caratteristiche di dimensionamento e omologazione della Lega Nazionale Dilettanti, e nell'estate 2020, durante la quale sono state ripristinate le pedane già esistenti e il manto superficiale della pista per l'atletica leggera — il quale nell'ottobre 2017 era stato in parte danneggiato da un incendio — e sono state realizzate una nuova pedana per il getto del peso, una tribunetta per i giudici di gara e una per gli spettatori.
Attualmente lo stadio Giammaria ospita le gare e gli allenamenti della squadra di calcio Atletico Acquaviva e della squadra di atletica leggera Amatori Atletica Acquaviva.
Quest'ultima società organizza in tale impianto, dal 2004, il Meeting Città di Acquaviva delle Fonti su Pista che, alla sua 16ª edizione (nel 2021), ha ospitato gare valide per i campionati regionali pugliesi di staffette e marcia assoluti e giovanili e per i campionati provinciali individuali su pista ragazzi/e.

## Strutture
Lo stadio è allestito con tre tribune: quella principale, dalla capienza di 1 000 posti e coperta per un terzo dal 2010, è ubicata a ovest, quella per gli ospiti (inusata) è posta a est, mentre a sud ne è presente una minore.

### Calcio
Per quanto riguarda le attività calcistiche lo stadio dispone di un campo in erba sintetica di 100×65 m. L'area tecnica, con panchine da 16 posti, è sul lato est, mentre gli spogliatoi sono a sud.

### Atletica leggera
Per quanto riguarda l'atletica leggera, nell'impianto comunale sono presenti attorno al campo una pista a 6 corsie — il cui rettilineo finale è posto presso la tribuna principale —, a nord una riviera e una gabbia per il lancio del martello o del disco, a ovest una piattaforma per il salto in lungo e il salto triplo, mentre a sud una piattaforma e un materasso per il salto in alto, un'area di rincorsa per il lancio del giavellotto, una pedana e una cassetta d'imbucata per il salto con l'asta e una pedana per il getto del peso.